# 養液栽培
養液栽培（ようえきさいばい）は、植物の成長に必要な養水分を培養液として与える栽培方法である。培地を用いない水耕栽培、培地を用いる固形培地耕、根に培養液を霧状に噴霧する噴霧耕がある。培地に土を用いたものは、養液栽培には含めず、養液土耕という。
長所としては、土壌病害や連作障害を回避できること、土耕に必要な作業が省略できること、給液や施肥管理が自動化されて大規模農業化が容易になること、肥料や水の利用効率が向上することなどがある。露地栽培に比べて、未熟練者でも高い再現性が可能となる栽培方法として評価されている。
現在、トマトやナスなどのナス科の野菜、ホウレンソウやレタスなどの軟弱野菜、メロンやイチゴなどの果物的果菜類、バラなどの花卉に多く用いられている方法である。

## 養液の循環方法
養液を循環させる「循環式」と、循環させない方式「非循環式」がある。
循環式では、養液は植物の植えられたベッドと養液タンクの間をポンプで循環をする。養液量が多くとれ、養液の組成の安定や養液不足が発生しないのが利点である。短所として養液の管理不足により、養液の変質や一部の植物に病気が発生した場合に、そのタンクから養液を受けているベッド全体の生育に短期間で影響が出てしまうことがあげられる。
非循環式では、作物に吸収されなかった余剰養液はベッド下部からそのまま排水される。循環式のような一部の植物が病気になったときに、その病気が養液を媒介して蔓延してしまうようなことは少ない。しかし、養水分の利用効率の向上や環境保全の面で問題があり、循環式への移行が進んでいる。